# Amblyopone punctulata
Amblyopone punctulata är en myrart som beskrevs av Clark 1934. Amblyopone punctulata ingår i släktet Amblyopone och familjen myror. Inga underarter finns listade i Catalogue of Life.

## Bildgalleri

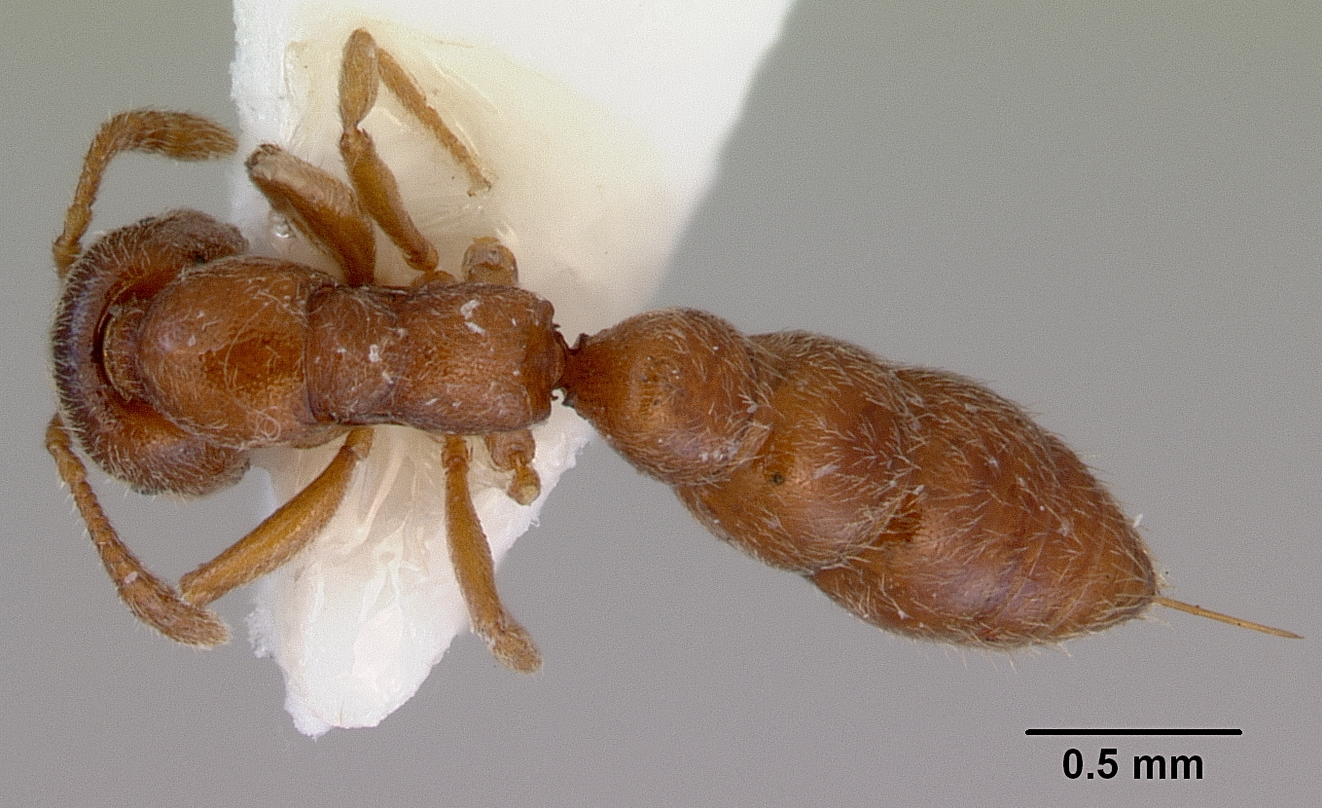
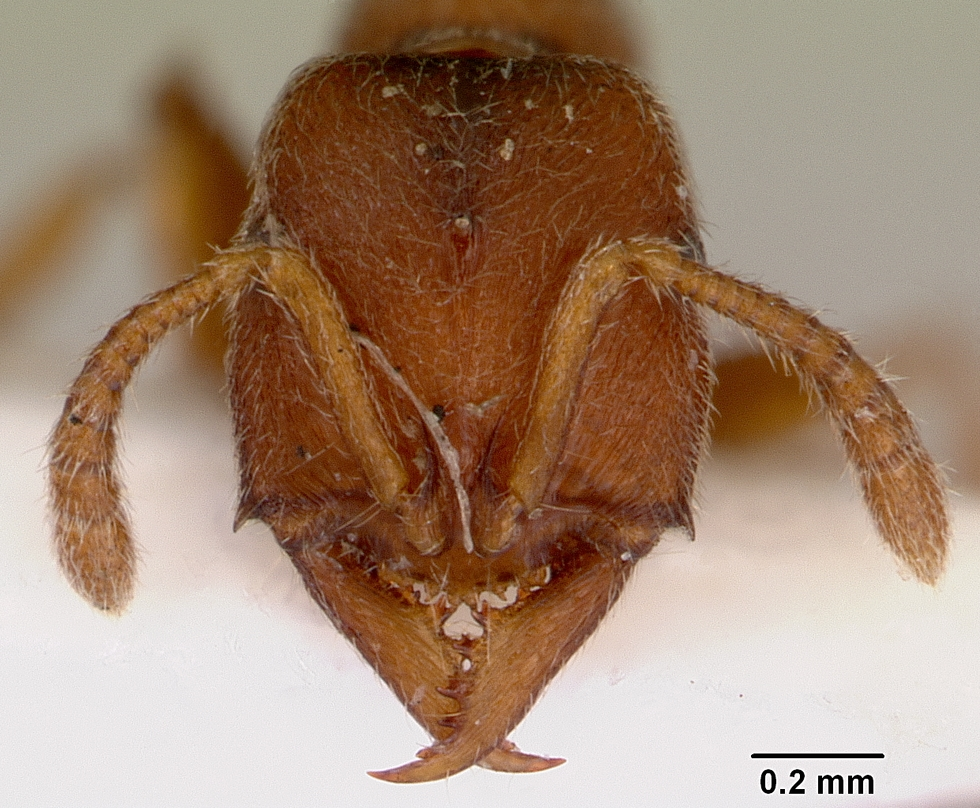
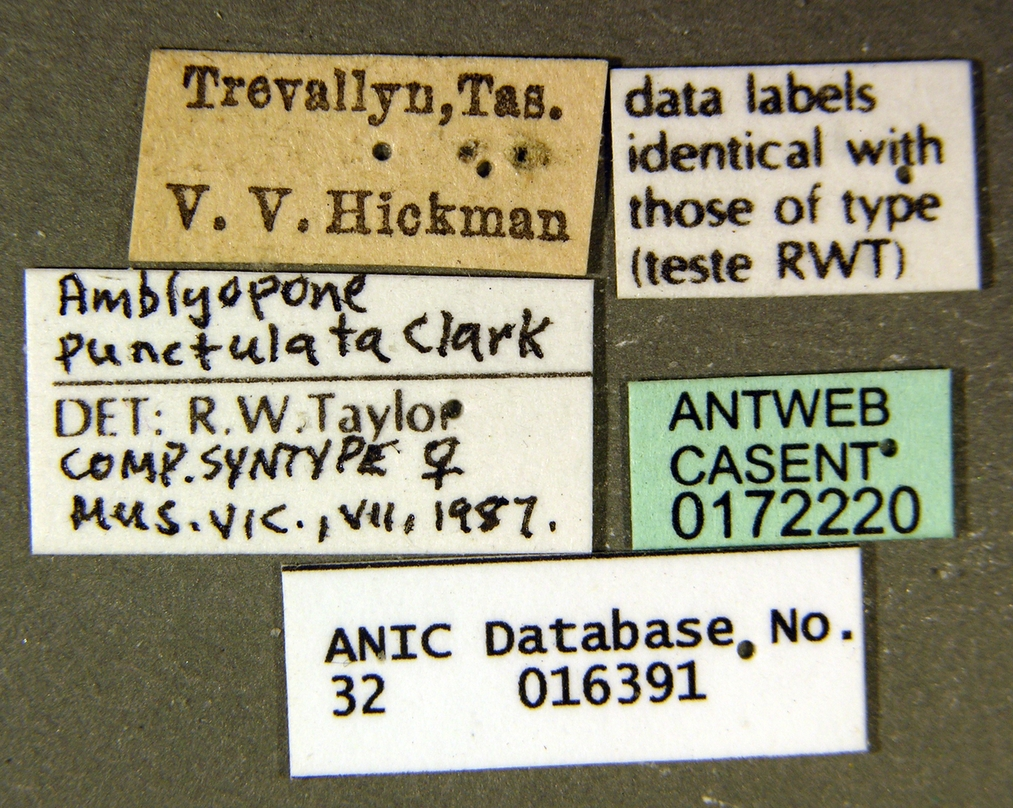
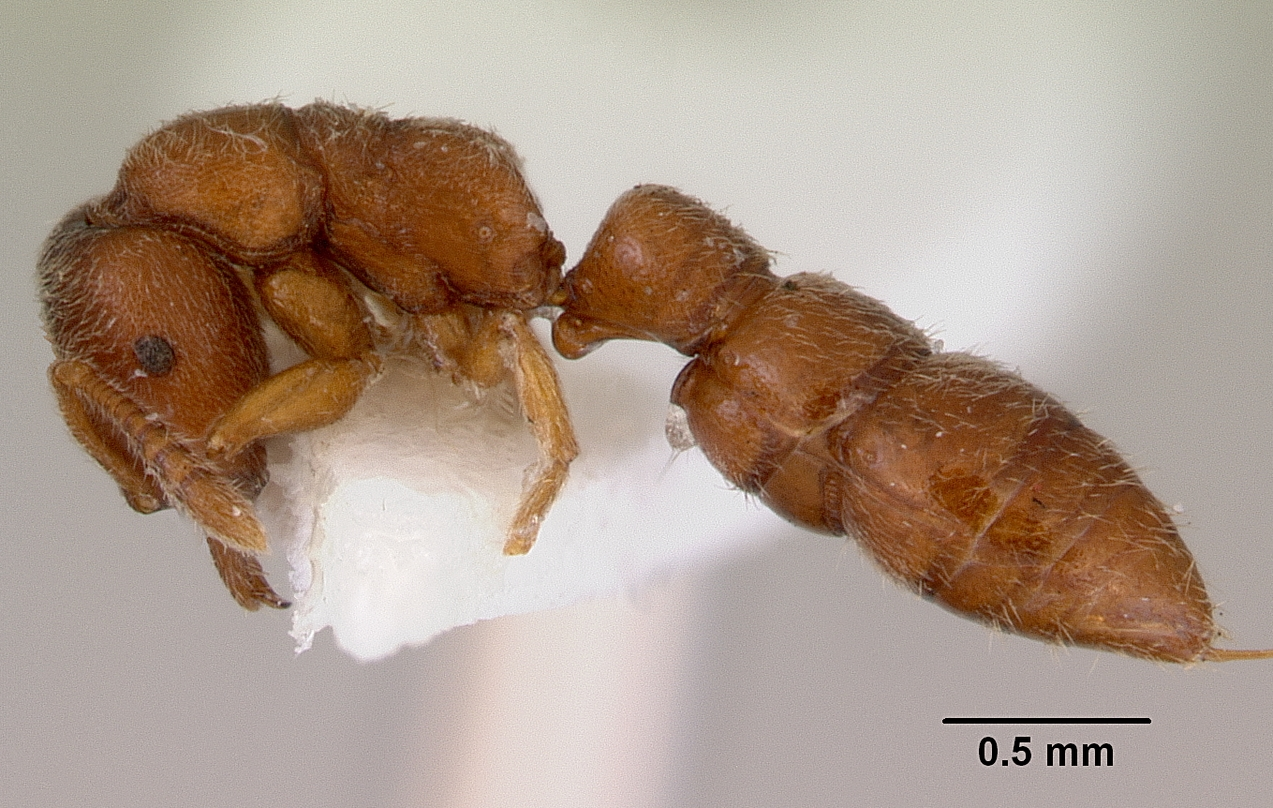
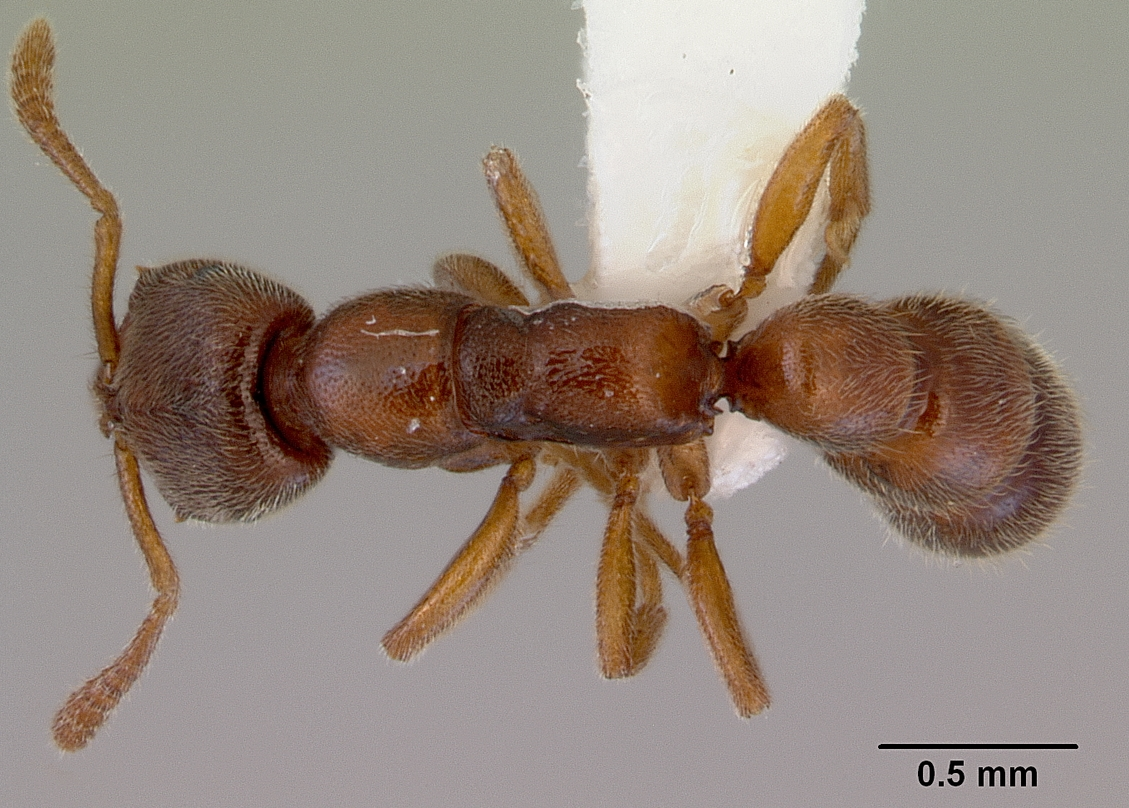
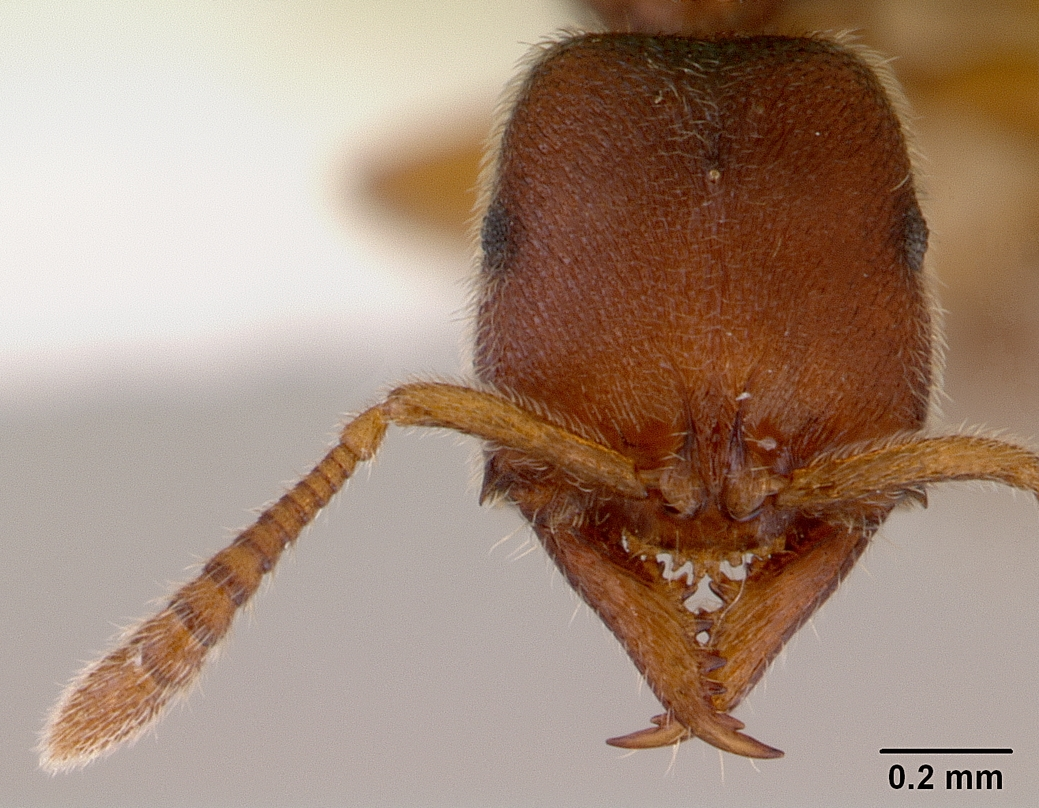